# Robert Kinsey (tennis)
Pour les articles homonymes, voir Kinsey.
Robert Kinsey, né le 9 mai 1897 à Saint-Louis (Missouri) et décédé en 1964, est un joueur de tennis américain puis mexicain, actif durant les années 1920. Spécialisé dans le double, il a notamment remporté un titre au Championnat des États-Unis en 1924 avec son frère cadet Howard Kinsey, qui a eu une carrière plus prolifique.
Il a ensuite joué pour l'équipe du Mexique de Coupe Davis à partir de 1927.

## Palmarès (partiel)

### Titre en double (1)
|   | Date | Nom et lieu du tournoi            | Cat.      | ($) | Surf.        | Partenaire    | Finalistes                       | Score                   |
| 1 | 1924 | US National Champ’s, Forest Hills | G. Chelem |     | Herbe (ext.) | Howard Kinsey | Gerald Patterson Pat O'Hara Wood | 7-5, 5-7, 7-9, 6-3, 6-4 |